# 巴德梅
巴德梅（又译巴米，提格雷尼亚语：ባድመ）坐落于厄立特里亚和埃塞俄比亚的争议地区，厄立特里亚将其划入加什-巴尔卡区，埃塞俄比亚则将其划入提格雷州。1998年，该地的领土争议引发了埃塞俄比亚-厄立特里亚战争。2002年常设仲裁法院的厄立特里亚-埃塞俄比亚边界委员会裁决巴德梅归属厄立特里亚，但直至2018年5月5日埃塞俄比亚政府才决定承认仲裁法院所裁定的边界。目前该地区主权归属厄立特里亚所有。

## 历史
1997年7、8月间，埃塞以打击阿法尔反对势力为借口，派兵进入两国交界的巴达（Bada）和巴德梅（Badme）地区。
1998年5月6日，双方在巴德梅地区发生冲突。1998年5月12日，厄出兵占领巴德梅，埃塞俄比亚-厄立特里亚战争爆发。1998年11月，非统埃厄冲突调解委员会提出解决冲突的十一点框架协议，要求双方立即撤军并停止敌对行动，得到非统预防、处理和解决冲突机制首脑会议的批准和联合国安理会支持。埃塞接受框架协议，但厄不接受。
1999年2月，埃塞以武力夺回巴德梅地区，厄接受非统框架协议。1999年7月14日，非统第35届首脑会议通过解决埃厄冲突框架协议执行方案，要求双方全面执行非统框架协议。随后，非统与阿尔及利亚、美国、联合国等四方专家制订了履行该执行方案的技术细节，并于8月初提交埃、厄两国。1999年8月8日，厄表示接受技术安排。埃塞则认为技术安排与执行方案在双方撤军的时间和地点及恢复行政管辖等一些问题上有出入，要求非统作出澄清。非统于1999年8月底就上述问题做出了答复；1999年9月4日，埃外交部发表声明，表示愿继续与非统对话，制定出为埃方接受的“安排”。9月6日，厄外交部发表声明，认为埃不接受技术安排等于拒绝非统一揽子和平协议，是向厄宣战，厄将采取合法的自卫行动。此后，非统特使又多次往返于埃、厄之间进行穿梭斡旋，均未取得突破。
2000年2月，非统主席特使、美国总统特使再次分赴埃、厄两国继续调解，未获成功。埃、厄两国在东部边界又发生战斗。2000年5月，埃对厄发动全面军事进攻，并取得较大胜利。2000年6月，埃、厄签署《停止敌对行动协议》。2000年7月，联合国开始在埃厄边境部署维和部队，监督两国停火协议的实施。2000年12月，两国签署《全面和平协议》，就双方停火、遣返战俘、成立边界委员会和赔偿委员会负责勘划边界和索赔等事宜达成一致，埃厄冲突遂步入和平解决进程。联合国已在该地区建立了“临时安全区”，并派驻联合国埃厄行动特派团（UNMEE），负责监督停火并恢复当地秩序等工作。
2002年4月13日，设在海牙的厄埃划界委员会就厄埃边界划分作出裁决，将當時由埃方控制的边境小镇巴德梅划归厄方。这一裁决遭到埃方的反对。由于在巴德梅的归属等问题上存在严重分歧，两国的划界工作未取得明显进展。厄政府2005年10月开始对联合国维和部队的行动实施一系列限制措施。2008年7月30日，联合国安理会一致通过决议，决定自31日起终止联合国埃厄特派团的任务。